# 首楔齿蜥属
首楔齿蜥属（学名：Priosphenodon）是生存于晚白垩世阿根廷的一类已灭绝的喙头目爬行动物。它被认为是一种相当大的食草动物，其吻部比现代的楔齿蜥属更长，并且具有专门用于剪切植物的牙齿。该属目前有P.avelesi和P. minimus两个已知种。
该属的化石在阿根廷内乌肯省的Candeleros地层和Cerro Barcino地层中被发现。